# 吴绍青
吴绍青（1895年—1980年3月16日），男，安徽巢县人，中国结核病学家、肺科学家，曾任上海第一医学院教授，中国防痨协会副理事长。